# دير السلطان (القدس)
دير السلطان دير أثري للأقباط الأرثوذكس يقع داخل أسوار البلدة القديمة لمدينة القدس، في حارة النصارى بجوار كنيسة القديسة هيلانة وكنيسة الملاك والممر الموصل من كنيسة هيلانة إلى سور كنيسة القيامة. تبلغ مساحته حوالي 1800م2. وقد أرجعه صلاح الدين الأيوبي للأقباط بعد استيلاء الصليبيين عليه، ولعلّه عُرف من وقتها باسم «دير السلطان». ولدير السلطان أهمية خاصة عند الأقباط لأنه طريقهم المباشر للوصول من دير مار أنطونيوس حيث مقر البطريركية المصرية إلى كنيسة القيامة.
تقع ساحة الدير فوق كنيسة القديسة هيلانة وفي الزاوية الجنوبية الغربية من هذه الساحة تقع كنيستان تاريخيتان هما كنيسة الأربعة كائنات الروحية غير المتجسدة (الأربع حيوانات) ومساحتها 42م2، وكنيسة الملاك ميخائيل وهي في الدور الأرضي ومساحتها 35م2. وللوصول من هذا الدير إلى كنيسة القيامة يجب الدخول إلى كنيسة الأربعة حيوانات والنزول منها إلى كنيسة الملاك والخروج من بابها إلى ردهة كنيسة القيامة. يُشار إلى أن هناك نزاع تاريخي على ملكية هذا الدير بين الأقباط والأحباش.

## التاريخ
دير السلطان يُعد من المواقع المقدسة التي تشهد نزاعًا بين الطوائف المسيحية المختلفة. يدور النزاع على ملكية الكنيسة يدور بين الكنيسة الأرثوذكسية الإثيوبية والكنيسة القبطية الأرثوذكسية في الإسكندرية.
تقول الكنيسة القبطية أن الخليفة الأموي عبد الملك بن مروان منح الكنيسة للأقباط وأُطلق عليها اسم دير الملاك بعد استرداد صلاح الدين القدس من الصليبيين أكد ملكية الأقباط للدير واسمه دير السلطان. استضاف الأقباط الرهبان الإثيوبيين في عام 1654 بعد أن فقدوا كنائسهم في القدس لعجزهم عن دفع الضرائب للكنائس اليونانية والأرمنية.
أذن السلطان العثماني عبد الحميد الثاني للإثيوبيين في إقامة خيمة كبيرة على سطح القبر المقدس (أي في الدير) للاحتفال بعيد الفصح.
أرسلت الحكومة الإسرائيلية قوات لتغيير أقفال الدير لكي يسيطر الرهبان الإثيوبيين عليه في 25 أبريل 1970، خلال احتفالات عيد الفصح بكنيسة القيامة. صوتت المحكمة العليا الإسرائيلية بالإجماع في 16 مارس 1971 لإعادة الدير للأقباط، لكن الحكومة لم تنفذ الحكم.
أُلقي القبض على كاهن قبطي في أكتوبر 2018 عقب احتجاجه على ترميم الدير دون موافقة الكنيسة القبطية. وقعت اشتباكات بين الرهبان المصريين والإثيوبيين في أبريل 2021، بعد قيام الإثيوبيين بنصب خيام لهم بالدير ورفعهم العلم الإثيوبي. وتكرر الحادث في 18 أبريل 2022. أثارت هذه الأحداث الرهبان الأقباط لرسم علم مصر على الباب الرئيسي للدير بجوار مدخل البطريركية القبطية في القدس.